# Gymnothorax polygonius
Espèce
Gymnothorax polygonius est une espèce de poissons de la famille des murènes.